# Medulipina
Medulipina é um hormônio sintetizado pelas células intersticiais da papila renal. É convertido em medulipina II no fígado. Provoca, posteriormente, a vasodilatação e a diminuição da pressão sanguínea.
Existem dois tipos de medulipina, conhecidos como medulipina I e medulipina II.